# John Sandford
John Sandford pseudônimo do John Roswell Camp (23 de fevereiro de 1944) é um escritor norte-americano, ele é ex-jornalista e ganhador do Prêmio Pulitzer. Com 30 milhões de exemplares vendidos no mundo, o autor emplacou seus 31 títulos de ficção na lista de mais vendidos do The New York Times.

## Biografia
John Sandford nasceu em Cedar Rapids, Iowa, filho de Anne Agnes (Barron) e Roswell Sandford Camp. A família de sua mãe era alemã e lituana. Ele recebeu um diploma de bacharel em história e literatura americana e um mestrado em jornalismo, ambos da Universidade de Iowa.
De 1971 a 1978, ele escreveu para o The Miami Herald. Em 1978, mudou-se para Minneapolis e começou a escrever para The Saint Paul Pioneer Press como repórter; em 1980 tornou-se colunista diário. Naquele ano, ele foi finalista do Pulitzer por uma série de histórias sobre a cultura nativa americana. Em 1985, durante a crise agrícola do Meio-Oeste, ele escreveu uma série intitulada "Vida na Terra: uma família de fazendeiros americanos", que seguiu uma típica família de fazendeiros do sudoeste de Minnesota ao longo de um ano inteiro. Por esse trabalho, ele ganhou o Prémio Pulitzer de Escrita Especial e o prêmio da Sociedade Americana de Editores de Jornais por redação de recursos sem prazo. 

## Obras

### Série Prey
1. Rules of Prey (1989) em Portugal: Sem Regras (Marcador, 2015)
2. Shadow Prey (1990)
3. Eyes of Prey (1991)
4. Silent Prey (1992)
5. Winter Prey (1993) em Portugal: O Homem do Gelo (Marcador, 2016)
6. Night Prey (1994)
7. Mind Prey (1995)
8. Sudden Prey (1996)
9. Secret Prey (1998)
10. Certain Prey (1999)
11. Easy Prey (2000) no Brasil: Presa Fácil (Record, 2005)
12. Chosen Prey (2001)
13. Mortal Prey (2002)
14. Naked Prey (2003)
15. Hidden Prey (2004)
16. Broken Prey (2005)
17. Invisible Prey (2007) no Brasil: Presa Invisível (Record, 2011)
18. Phantom Prey (2008)
19. Wicked Prey (2009)
20. Storm Prey (2010)
21. Buried Prey (2011)
22. Stolen Prey (2012)
23. Silken Prey (2013)
24. Field of Prey (2014)
25. Gathering Prey (2015)
26. Extreme Prey (2016)
27. Golden Prey (2017)
28. Twisted Prey (2018)
29. Neon Prey (2019)
30. Masked Prey (2020)
31. Ocean Prey (2021)

### Série Kidd
1. The Fool's Run (1989)
2. The Empress File (1991)
3. The Devil's Code (2000)
4. The Hanged Man's Song (2003)

### Série Virgil Flowers
1. Dark of the Moon (2007) no Brasil: A Sombra da Lua (Arqueiro, 2012)
2. Heat Lightning (2008) no Brasil: A Sombra da Lua (Arqueiro, 2013)
3. Rough Country (2009) no Brasil: Terra Sem Lei (Arqueiro, 2014)
4. Bad Blood (2010)
5. Shock Wave (2011)
6. Mad River (2012)
7. Storm Front (2013)
8. Deadline (2014)
9. Escape Clause (2016)
10. Deep Freeze (2017)
11. Holy Ghost (2018)
12. Bloody Genius (2019)
13. Ocean Prey (2021)

### SérieSingular Menace(com Michele Cook)
1. Uncaged (2014)
2. Outrage (2015)
3. Rampage (2016)

### Outros livros
- The Night Crew (1997)
- Dead Watch (2006)
- Saturn Run (2015)
- The Investigator (2022)

### Não-ficção
- The Eye and the Heart (1988)
- Plastic Surgery (1989)
- Murder in the Rough (2006)